# Бат Венци
Венцислав Любомиров Сейчев, известен като Бат Венци, е български музикант и рапър, член на групата Ъпсурт от самото ѝ създаване през 1996 г.
Той е автор на музиката на песента „Втора цедка“.
Озвучава една от констенурките нинджа – Рафаело, в едноименния пълнометражен анимационен филм.